# 끄투
끄투(영어: KKuTu)는 쪼리핑에 의해 개발된 간단한 웹 끝말잇기 사이트이며, 기본적인 끝말잇기 외에도 단어 대결, 쿵쿵따, 영어 끝말잇기, 훈민정음 게임 등 게임 모드를 골라서 할 수 있는 것이 특징이다. 2017년에 본 서버가 운영이 종료되어 본 서버에서는 즐길 수 없으나, 끄투리오, 끄투코리아 등의 프리 서버에서는 게임을 즐길 수 있다.

## 게임 역사
끄투는 2014년부터 개발되었다. 그리고 2015년 12월 31일에 끄투 2가 개발되기 시작하였다. 그리고 2017년 1월 17일, 쪼롤 기반이었던 끄투는 독립하여 kkutu.kr로 링크가 축소되었다. 이후 쪼리핑은 청소년 보호법에 의거하여 셧다운 제도를 도입하였다. 그러나 플레이어가 급증하면서 서버 운영 비용, 개인 사정 등으로 2017년 2월 20일에 서버가 종료되었다. 원래는 19일에 서버를 종료할 계획이었으나, 알 수 없는 디도스 공격으로 인해 20일로 미루어졌다. 서버 종료 후 쪼리핑은 누구나 프리 서버를 구축할 수 있게 오픈소스 프로젝트를 개발하였다. 본 서버는 종료되었으나, 여러 프리 서버가 생겨나면서 플레이어들이 계속 즐길 수 있게 되었다.
2024년 3월 23일, 쪼리핑이 끄투 2의 차기작인 끄투 3의 개발을 시작한다고 발표하였으며, 2025년 3월 28일, 끄투 3 클로즈 베타 테스터를 모집하게 되면서 끄투 3의 출시가 얼마 남지 않았음을 암시하였다.
쪼리핑은 누구나 참여할 수 있는 오픈 베타 테스트는 4월~5월 중에 시작할 것이라고 밝혔다.
2025년 7월 1일에 끄투3 오픈 베타 테스트가 시작되었다.

## 같이 보기
- 끝말잇기
- 쿵쿵따